# Immigració a l'Uruguai
La immigració a l'Uruguai va tenir lloc principalment durant l'època colonial i la primera meitat del segle xx. Actualment, el 88% dels uruguaians són d'ascendència europea, en la seva majoria d'espanyols i italians. Una petita minoria són descendents d'esclaus africans (57.000; 300.000 amb ascendència africana), mestissos i algunes minories asiàtiques i indígenes. El país té una població aproximada de 3.500.000 habitants.
Molts catalans van emigrar cap a Amèrica durant el franquisme, la majoria dels quals ho van fer exiliats, i altres ho van fer en temps del colonialisme (segles xvi a xix), quan molts països americans eren dependències de l'Imperi Espanyol.

## Història

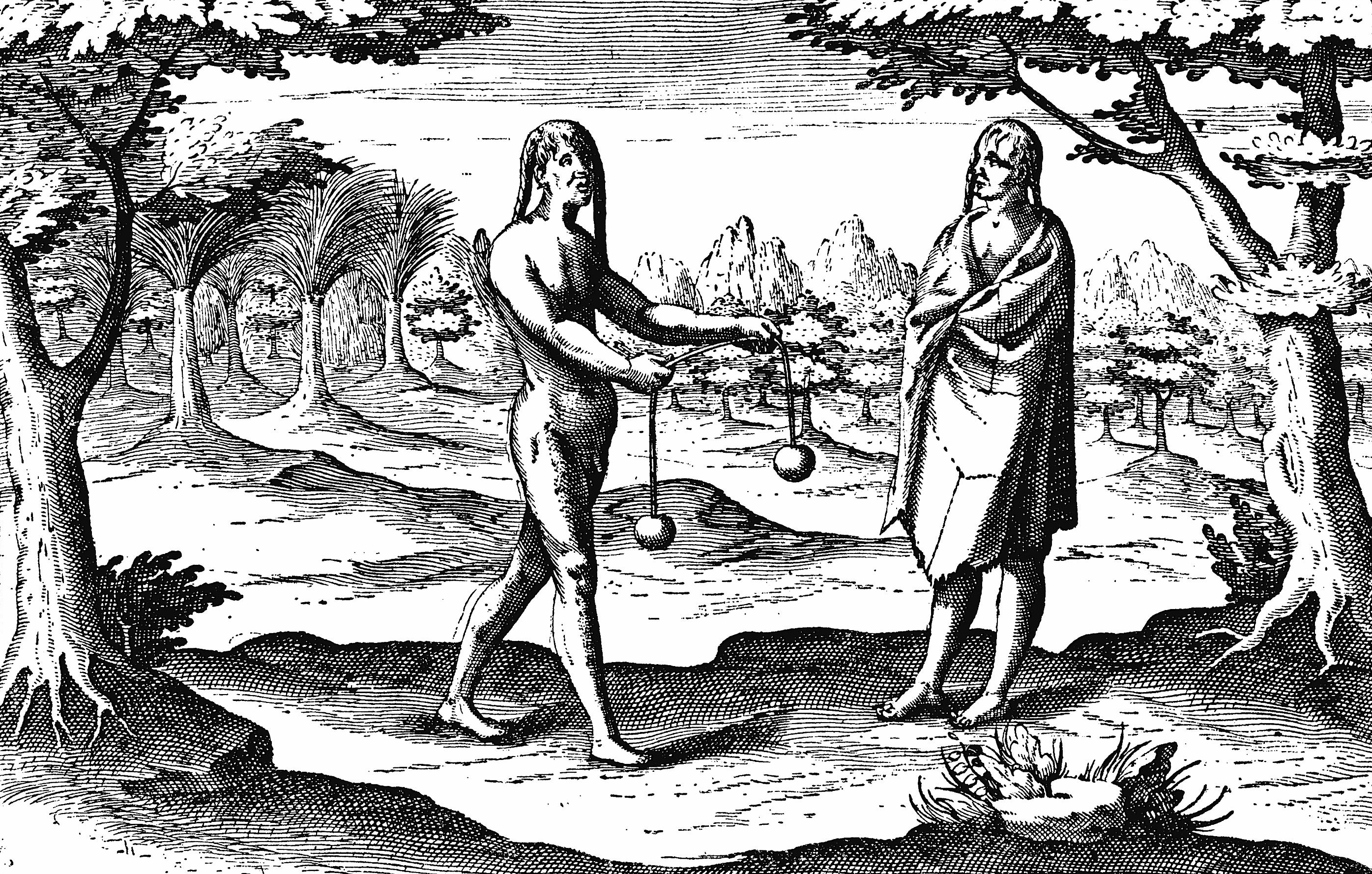
Riu de la Plata, ca. 1600.

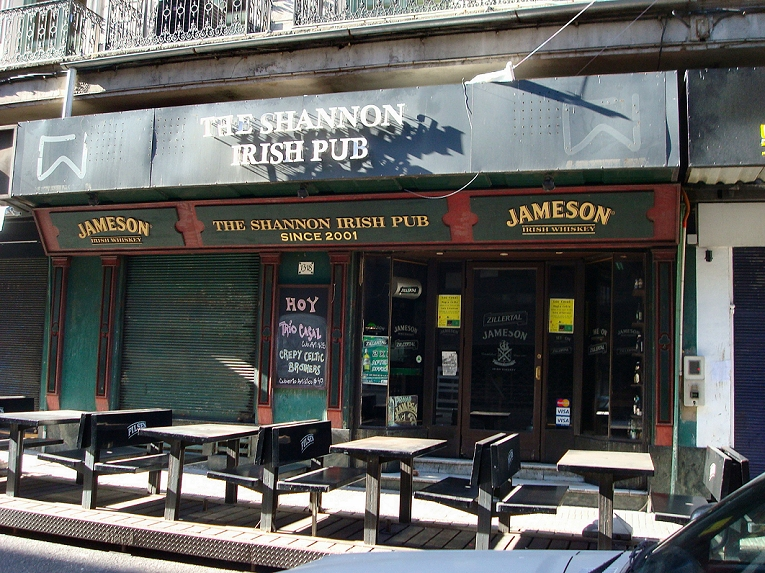
Pub irlandès The Shannon, al Montevideo actual.

En el cas de l'Uruguai, quan el país sud-americà era una colònia espanyola amb el nom de Banda Oriental, molts militars espanyols es van establir en petites proporcions i es van relacionar amb els habitants nadius de la terra, els amerindis. Això va provocar el naixement d'un nou tipus mestís entre europeu (principalment espanyol i portuguès) i indígena americà, que, amb relació a la Banda Oriental, van ser els xanàs (chanás), els xarrúas (charrúas), els tapís (tapíes) i els guaranís. No obstant això, després de les moltes batalles disputades entre espanyols i portuguesos pel domini de les terres, molts indis van morir per posar resistència als colons. El crioll o gautxo va ser a partir de llavors el principal habitant de la que, amb la lluita per l'emancipació respecte a Espanya (durant els segles xviii i XIX), va passar a ser la Província Oriental.
Una vegada que els espanyols es van retirar de la província, i aprofitant la debilitat argentina que encara estava en guerra contra Espanya i altres països europeus, els portuguesos del Brasil van prendre control de la província des de 1816 fins a 1828. Amb la independència del Brasil, el 1822, l'ara coneguda com a Província Cisplatina es va annexar al nou país com a part del seu territori fins a la declaració de la independència de l'Uruguai el 25 d'agost de 1825 i el reconeixement de la seva sobirania a la Convenció Preliminar de Pau, a Rio de Janeiro, el 1828. Aquesta situació on Uruguai va rebre el suport d'Anglaterra, el va separar definitivament de l'Argentina i el Brasil i es va convertir en un Estat independent.
Des de l'època colonial, Uruguai ha estat un territori sense gairebé cap població. Hi havia petites minories d'amerindis nòmades i res més. Però tots els indis van ser esclavitzats pels espanyols i van treballar la terra. Amb el primer govern després de la independència, el del president Fructuoso Rivera, fill i net d'immigrants espanyols nascut a Montevideo, els amerindis van ser totalment assassinats durant una nova guerra de resistència. A partir d'aquest moment, Uruguai va ser un país despoblat, amb tan sols milers d'habitants sobre la costa i Montevideo.
Amb el començament del segle xx, Uruguai ja era un país consolidat i sense cap guerra o hostilitat. L'arribada d'immigrants durant les primeres dècades del segle fins a 1950 va ser la més important de tota la seva història. Les guerres a Europa, les dictadures i la pobresa a Espanya van fer que milers d'europeus de tots els racons anaren a Amèrica en barques. Uruguai va rebre, durant aquesta època, un destacat flux d'immigrants, sobretot espanyols (en la seva majoria gallecs i asturians), italians, francesos, i en menor mesura alemanys, suïssos (vegeu Nueva Helvecia), anglesos, escocesos, irlandesos, polonesos, russos, turcs, grecs (2.000 aprox) i japonesos. Amb tot, la gran majoria van ser espanyols i italians.

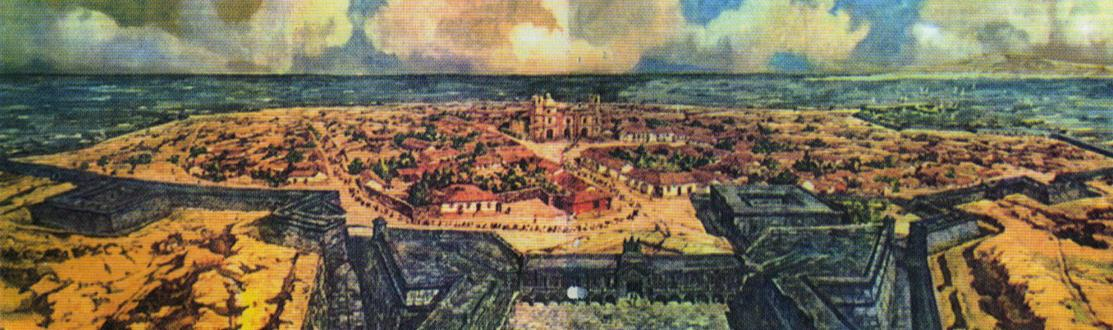
Montevideo en el, per Leonie Matthis.

## Immigrants catalans

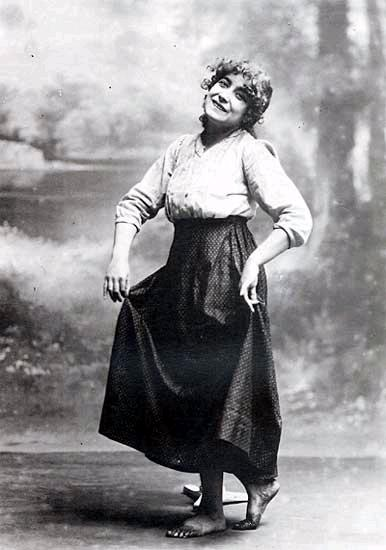
Margarida Xirgu, exiliada del franquisme, va ser directora de l'Escuela Dramática Municipal de Montevideo.

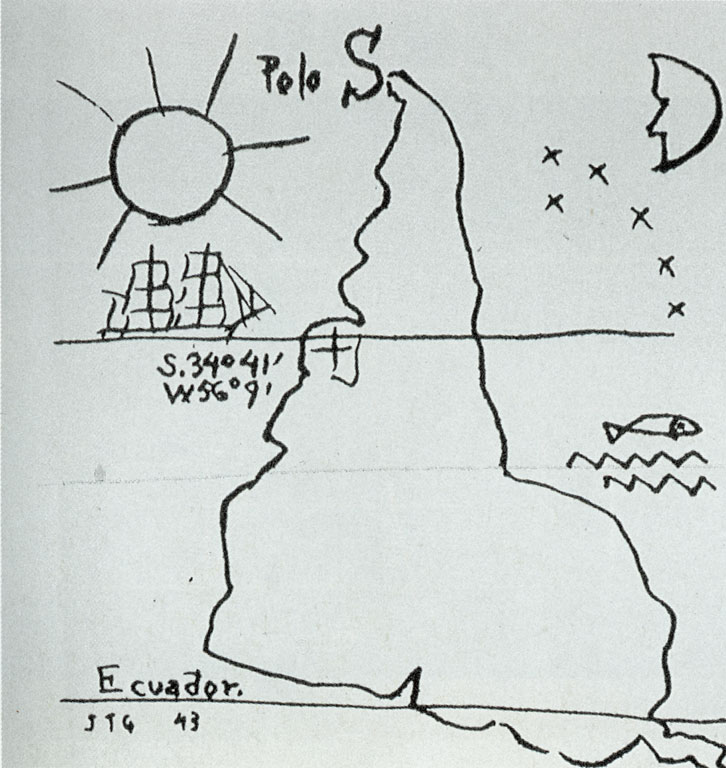
Il·lustració del pintor uruguaianocatalà Torres-Garcia. Fou publicat el 1943 pel mateix autor, amb el nom dAmérica invertida.

Pel que fa als catalans, la seva influència ha estat sempre molt important. La família Batlle, oriünds de Sitges, van ser destacats polítics i presidents. Lorenzo Batlle y Grau, fill de pares catalans, va ser el pare del president José Batlle y Ordóñez i avantpassat dels també presidents Luis Batlle Berres i Jorge Batlle Ibáñez, tots ells del partit polític tradicional conservador, el Partit Colorado. José Batlle va separar l'església de l'Estat, va permetre votar a la dona i va establir una jornada laboral de 8 hores.
Per altra banda, Enriqueta Compte y Riqué, barcelonina, va ser la primera mestra del país i va crear la primera escola per a nens petits de Sud-amèrica. Josep Català i Codina, valencià, i Miquel Soler i Roca, català, van promoure una reforma educativa basada en el model europeu. El fill del primer, Carlos Catalá Martínez, va fundar la ciutat d'Artigas, al nord del país. Hi ha també evidència de catalans a la zona oest, sobre el riu Uruguai, perquè va existir durant un temps una franja de terra anomenada Costas del Catalán, així com el poble d'Adral o la ciutat de La Floresta, o l'Arroyo Catalán, i la serra catalana, topònims que es troben en tot el país. La Rambla de Montevideo, l'avenida de Cataluña, el Parque Batlle, el barri de Reus, el monument a Lluís Companys i Jover, el Casal Català i l'Associació d'Empresaris d'Ascendència Catalana a l'Uruguai són la demostració de la influència dels catalans.
Altres personalitats destacades d'origen català van ser l'actriu Margarida Xirgu i Subirà, nacionalitzada uruguaiana i morta a Montevideo, els presidents Juan Francisco Giró, Juan Idiarte Borda, Francisco Antonio Vidal, José María Plá, Carlos María Penadés i el militar Josep Batlle i Carreó. Altres polítics i escriptors amb aquest origen o ascendència van ser José Enrique Rodó, Mateo Magariños Solsona, Carlos V. Puig i Gustavo Penadés Etchebarne.
Alguns empresaris com Jaume Illa, Alejo Rossell y Rius, Cristòfol Salvañach, Diego Pons i Joaquim Pedralbes (primer taquígraf) van ser destacats per a l'economia del país. A l'àmbit televisiu destaca la xef i presentadora Ximena Torres.
En l'àmbit artístic destaquen els pintors Joaquim Torres-Garcia, fill de pare català i que actualment té un museu a Montevideo; Rafael Barradas, exponent del vibracionisme; i Juan Manuel Blanes, famós i reconegut per les seves pintures sobre fets històrics i batalles importants de la història de l'Uruguai. En l'àmbit de la ciència destaca el metge Teodoro Vilardebò, fill també de pare català, Miquel Antoni Vilardebò, i mare uruguaiana. Pel que fa als mitjans de comunicació, el periodista Barret Puig va destacar amb les seves notícies sobre política nacional i internacional. Roberto Mascaró va fer el mateix com a escriptor. Amb relació a l'esport, l'equip de futbol Club Atlético Progreso porta els colors de la bandera catalana.
Finalment, Avenir Rosell i Figueras, de Sabadell, i el seu pare, Albà Rosell i Llongueras, van ser importants independentistes catalans. Albà va ser separatista i va fundar, al costat d'Adolf Gamundi i Roig i del seu fill, el partit polític independentista català conegut com a Grup Separatista Avant, amb seu a Montevideo. També va publicar a Montevideo, la seva revista Nova Catalunya: Periòdic d'acció del separatisme català a Sud-amèrica. També es va celebrar a Montevideo el Congrés de Catalans de les Repúbliques del Plata, el 1936.
Recentment, l'expresident de Catalunya Pasqual Maragall ha fet una visita al Casal Català de Montevideo i va reconèixer la tasca dels catalans exiliats, a quins va dir que havien fet de l'Uruguai "una segona Catalunya". Després es va dirigir a la plaça de Companys, on tots els anys es fan ofrenes en la seva memòria.
El 2009, el vicepresident de la Generalitat de Catalunya, Josep Lluís Carod-Rovira, va fer un viatge a l'Argentina i a l'Uruguai i va visitar el Casal Català de Montevideo, que va ser remodelat. Carod-Rovira va destacar la tasca dels catalans de l'Uruguai i va recordar l'exili de Josep Tarradellas el 1954. Així mateix, Rovira va parlar de la relació històrica entre els dos països i dels 121 monuments, carrers i avingudes de Montevideo que porten noms catalans. S'estima que actualment resideixen més de 1.800 catalans en territori uruguaià, sense tenir en compte els descendents d'antics immigrants o d'altres persones amb aquesta ascendència.

## Immigrants espanyols

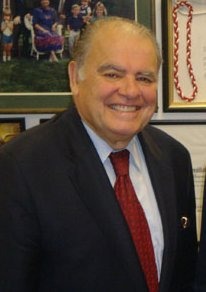
Enrique Iglesias, uruguaià nascut a Astúries, va ser president del Banc Interamericà de Desenvolupament (BID).

La majoria dels immigrants espanyols eren gallecs, asturians, andalusos, aragonesos, canaris o mallorquins, valencians i bascs. La toponímia castellana és molt freqüent des de temps colonials. La ciutat de Montevideo va ser fundada pel basc Bruno Mauricio de Zabala, al servei de la corona espanyola, el 1726. Gairebé tots els pobles, ciutats o gentilicis recorden a llocs d'Espanya. Tal és al cas de Toledo; el barri de Montevideo, Melilla; o Salamanca, per posar sols uns exemples.
La immigració espanyola va començar amb el colonialisme i es va estendre fins a la meitat del segle xx. Els vaixells arribaven al port de Montevideo, de vegades amb mesos de trajecte. Igual com en el cas dels catalans, els espanyols van fugir del franquisme i molts van buscar exili a l'Uruguai. Els espanyols del segle xx van crear comerços i van començar a treballar al sector de serveis. Molts d'ells es van integrar plenament a la vida social, política i cultural de l'Uruguai.
Majoritàriament venien de Galícia, la qual cosa, igual que a l'Argentina, va servir perquè s'associessin espanyols i gallecs (de forma local, gallegos) com dos termes sinònims. Alguns van fundar cases, hospitals, i van participar activament de la vida pública. La Casa Galícia, la més antiga del món, es va fundar a Montevideo a finals del segle xix. Una de les principals contribucions va ser en la gastronomia i en el lèxic. Els primers presidents del país, així com alguns dels últims, Fructuoso Rivera, Manuel Oribe, Juan Antonio Lavalleja, Luis Alberto Lacalle, i polítics com a Mónica Xavier, María Julia Muñoz o el president Tabaré Vázquez, net de gallecs, donen mostra de la importància dels col·lectius espanyols. A més, Francisco Esteban Acuña de Figueroa, d'ascendència gallega, va crear els himnes nacionals de l'Uruguai i del Paraguai.
Tanmateix, una de les col·lectivitats més significatives, després dels gallecs i dels asturians, que sumen més de 30.000, són els bascos. També tenen una avinguda Euskal Erria, una casa cultural, i tots els anys els bascos separatistes es manifesten pels carrers de Montevideo per reclamar la independència del País Basc. En el passat, hi va haver casos d'etarres refugiats a l'Uruguai. Els bascos també van participar en la Guerra Gran (vegeu Caçadors bascos).
Actualment hi ha 40.000 espanyols a l'Uruguai (vegeu Emigració espanyola). A més de ser el desè país del món, i el cinquè d'Amèrica, en població espanyola, molts dels seus descendents més propers han adquirit la nacionalitat dels seus pares o avis i s'han traslladat a Espanya, arribant a totalitzar més de 50.000 uruguaians residents en territori espanyol, dels quals 25.000 ostenten la nacionalitat espanyola.

## Immigrants italians

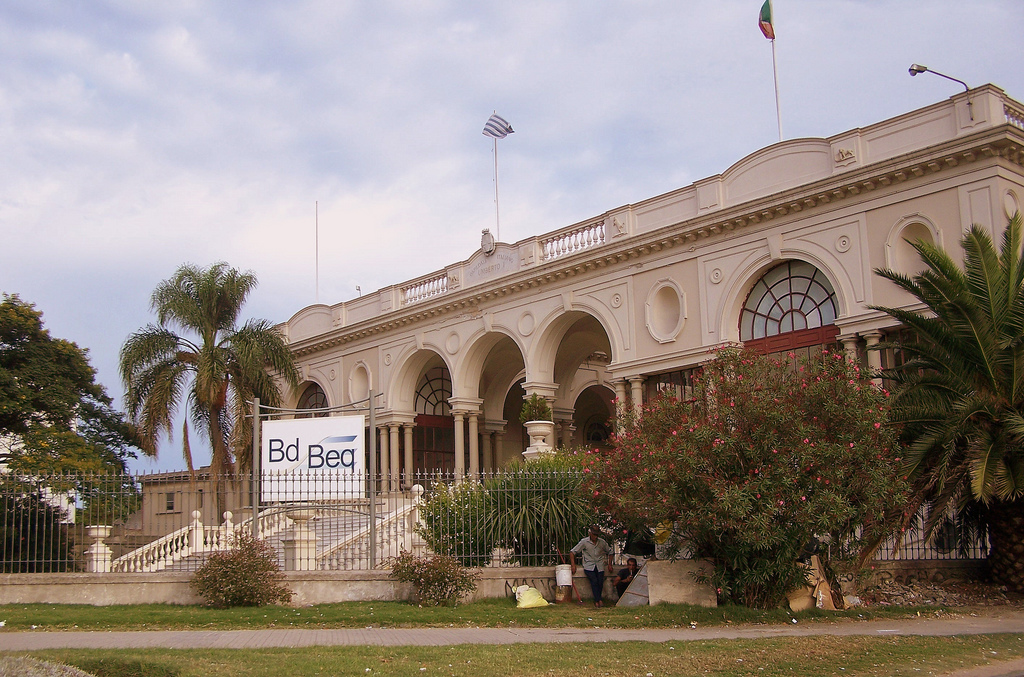
L'Ospedale italiano Umberto I, a Parque Batlle, Montevideo.

El segon col·lectiu en importància, després dels espanyols. S'estima que un terç de la població de l'Uruguai, és a dir, un milió d'habitants, té ascendència italiana. Els italians, a diferència dels espanyols, es van instal·lar a l'Uruguai el segle xx, encara que Giuseppe Garibaldi i altres flotes italianes ja havien estat en terres uruguaianes durant el segle xix. De fet, l'ajut de Garibaldi per mantenir la sobirania uruguaiana, li van valer reconeixements i monuments al país.
Els italians van introduir una riquesa cultural no existent a l'Uruguai. Van destacar, igual que els espanyols, per involucrar-se en la vida social i política del país però també per transmetre els seus costums (balls, gastronomia i llengua) a bona part dels seus descendents. Com ocorre a l'Argentina i al Brasil, a l'Uruguai se celebra el dia dels gnocchi tots els 29 de cada mes. La llengua italiana és obligatòria en el batxillerat d'humanitats i ciències socials. Moltes ciutats, avingudes i carrers recorden llocs d'Itàlia. És el cas de Colonia Valdense, Colonia Piamontesa, o el sant patró de Florida, San Cono.
Personalitats destacades amb ascendència italiana són els presidents Julio María Sanguinetti Coirolo, Luis Giannattasio, Pedro Alberto Demicheli Lizaso, Benito Nardone Cetrulo, entre d'altres. Molts uruguaians, sobretot els jugadors de futbol amb aquesta ascendència, ostenten la nacionalitat italiana dels seus avantpassats.

## Altres immigrants europeus i asiàtics

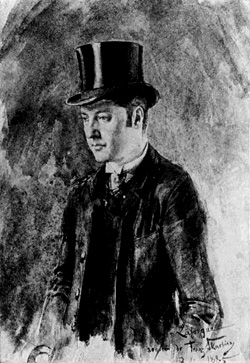
Jules Laforgue, nascut a Montevideo el 1860.

Hi va haver una minoria significativa d'immigrants francesos. Tres dels escriptors més importants de la literatura francesa van néixer a l'Uruguai. Ells són el Comte de Lautréamont, Jules Supervielle i Jules Laforgue. Actualment hi ha institucions culturals franceses a Montevideo, com l'Aliança Francesa, un col·legi bilingüe francès-castellà. La llengua francesa s'impartia en els plans antics d'ensenyament secundari, de primer a tercer curs. El nou pla ha prioritzat l'ensenyament de l'anglès, a causa de la pèrdua d'influència dels francesos a l'Uruguai.
També van entrar al país una sèrie d'immigrants alemanys exiliats de la guerra. A diferència dels francesos, els alemanys no van tenir tanta incidència en la vida cultural del país. Tanmateix, hi ha diverses associacions culturals a Montevideo. El cantant Jorge Drexler, per exemple, és net d'avis alemanys. Part d'aquest col·lectiu es va assentar a Fray Bentos i van fundar fàbriques sobre el litoral oest (vegeu Thomas Tomkinson).
Finalment, perduren les influències britàniques del segle xix, quan els exèrcits anglesos s'havien endinsat en territori uruguaià per aconseguir establir-se allà. Hi va haver un president, de pare escocès, Duncan Stewart (vegeu uruguaianoescocès). Les ciutats de Young i Buschental donen fe de la presència anglosaxona. En l'actualitat persisteixen localismes com a "ok", "bichicome" (de Beach and come), i nombrosos col·legis i institucions privades bilingües. Els russos també van fundar la colònia de San Javier i es van instal·lar sobretot a la capital. Cognoms irlandesos com els del futbolista Fabián O'Neil; anglesos com Stirling i Wynants; així com molts portuguesos, són prova de la immigració d'aquests grups a l'Uruguai.
Les princeses del Japó han visitat recentment el país, per recordar l'aniversari de la immigració japonesa a l'Uruguai. En menor mesura, també hi ha població d'origen àrab, xinès i hebreu.

## Immigració recent i emigració
A partir de la segona meitat del segle xx, l'Uruguai va deixar de ser un país d'immigrants per convertir-se en el contrari, és a dir, un país d'emigrants. Tanmateix, quan molts uruguaians se'n van als Estats Units, Canadà, el Brasil, Espanya (49.500), Europa, Austràlia (8.488), Xile o Argentina (118.000), existeix un altre petit nombre d'immigrants bolivians, paraguaians, peruans i equatorians que continuen entrant a l'Uruguai, alguns de forma il·legal, a la recerca de millors possibilitats. El país rep, encara que en petites quantitats, immigració d'origen sud-americà, sobretot de països amb majoria indígena.
Malgrat que s'ha avançat molt en drets humans, alguns uruguaians discriminen obertament els col·lectius d'estrangers, sobretot els que provenen del mateix continent. Un petit grup és hostil vers als europeus, i a un altre a la gent d'origen africà. Els uruguaians de raça negra continuen sent marginats actualment, encara que la societat estigui realitzant avenços en aquest sentit. No obstant això, amb la crisi, molts uruguaians no han vist complertes les seves expectatives i han emigrat, en especial a Espanya, després que els Estats Units elevés el control duaner.
Segons una publicació recentment duta a terme per l'Organització Internacional per a les Migracions (OIM) i pel Ministeri de Desenvolupament Social de l'Uruguai (Mides), van arribar 24.510 immigrants al país durant el període que va de 2001 a 2011. D'aquests immigrants, el 35% ve de l'Argentina, el 17% del Brasil i el 9% dels Estats Units. Els espanyols representen el 7,7% dels estrangers arribats durant aquest període. Peruans, bolivians i paraguaians també són nombrosos i treballen majoritàriament a la costa, en el cas dels homes, i en tasques domèstiques, pel que fa a les dones. D'altra banda, hi ha un petit grup d'immigrants asiàtics −sobretot de la Xina, Corea i Indonèsia− i africans, especialment d'origen subsaharià.